# Châtres-la-Forêt
Châtres-la-Forêt korábbi község Franciaország Loire mente régiójában, Maine-et-Loire megyében. 2019. január 1-jén két másik korábbi községgel egyesült és Évron új község része lett.
Lakosainak száma 793 fő (2018. január 1.). Châtres-la-Forêt Évron, Chammes, Livet, Saint-Christophe-du-Luat, Saint-Léger, Sainte-Suzanne-et-Chammes és Sainte-Suzanne községekkel határos.

## Népesség
A település népességének változása:
| Lakosok száma | 348  | 428  | 526  | 641  | 752  | 796  | 791  | 802  | 781  | 793  |
|               | 1968 | 1975 | 1982 | 1999 | 2006 | 2011 | 2013 | 2016 | 2017 | 2018 |